# El triunfo de Cleopatra

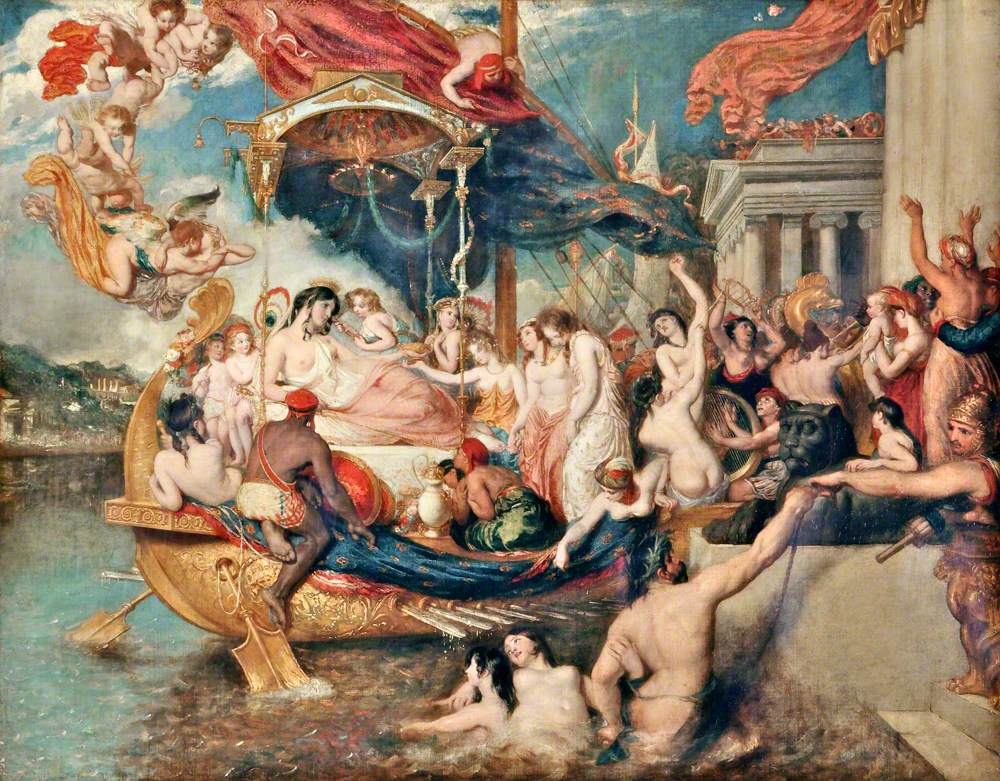
El triunfo de Cleopatra, 1821, 106.5 cm × 132.5 cm.

El triunfo de Cleopatra, también conocida como La llegada de Cleopatra a Cilicia, es una pintura al óleo del artista inglés William Etty. Se expuso por primera vez en 1821 y actualmente se encuentra en la Lady Lever Art Gallery en Port Sunlight, Merseyside. En la década de 1810, Etty se había vuelto ampliamente respetado entre el personal y los alumnos de la Real Academia de Artes, en particular por su uso del color y su capacidad de pintar tonos realistas de piel. A pesar de haber expuesto en cada Exposición Estival de la Real Academia desde 1811, atraía poco interés comercial o crítico. En 1820, expone Las buscadoras de perlas, que mostraba figuras desnudas en una barca dorada. Esta pintura atrajo la atención de Sir Francis Freeling, quien encargó una pintura similar en una escala más ambiciosa.
El triunfo de Cleopatra ilustra una escena de la vida de Marco Antonio de Plutarco y de Antonio y Cleopatra de Shakespeare, en donde Cleopatra, reina de Egipto, viaja a Tarso en Cilicia a bordo de un barco magníficamente decorado para consolidar una alianza con el general romano Marco Antonio. Una composición intencionalmente apretada y concurrida que muestra a un gran grupo de personas en varios estados de desnudez reuniéndose en la orilla para mirar la llegada del barco; otro gran grupo de personas está a bordo. Aunque no fue universalmente admirada por la prensa, la pintura fue un éxito de inmediato, haciendo a Etty famoso casi de la noche a la mañana. Animado por su recepción, Etty dedicó gran parte de la década siguiente a la creación de más pinturas históricas que contuvieran figuras desnudas, adquiriendo renombre por su combinación de desnudez y mensajes morales.

## Antecedentes

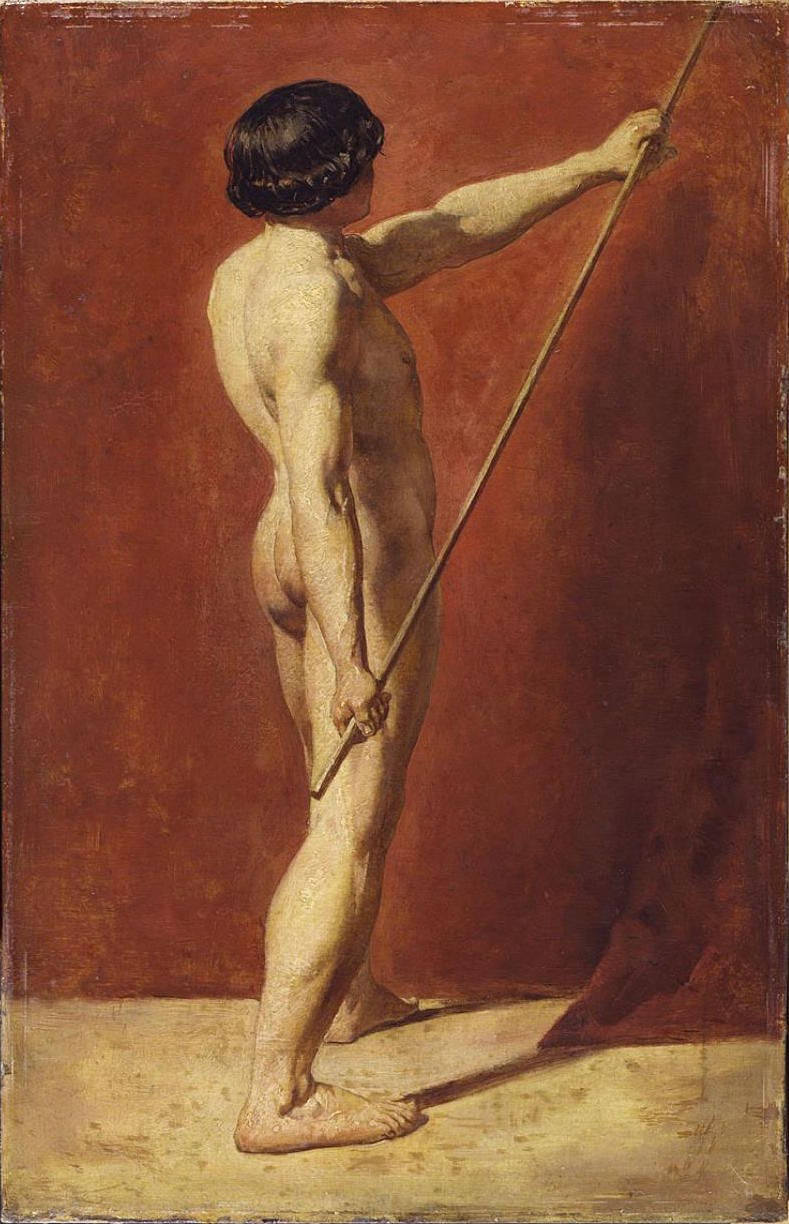
Desnudo masculino con bastón (1814–16). A pesar del limitado éxito en los años 1810, Etty fue admirado por su capacidad de pintar tonos de piel.

William Etty nació en York en 1787, hijo de un molinero y panadero. Mostró actitud artística desde temprana edad, pero su familia no era económicamente estable y a la edad de 12 años deja la escuela para convertirse en aprendiz de impresor en Hull. Una vez completado su contrato de siete años, se muda a Londres "con unos cuantos pedazos de tizas de colores", con el objetivo de emular a los Antiguos Maestros y volverse un pintor de historia. Etty fue aceptado en las Escuelas de la Real Academia a principios de 1807. Después de invertir un año estudiando bajo la tutela del renombrado retratista Thomas Lawrence, Etty regresa a la Real Academia, donde dibuja la figura humana y copia otras pinturas. No tuvo éxito en ninguna de las competiciones de la Academia y cada pintura que entregó para la Exposición Estival fue rechazada.
En 1811, una de sus pinturas, Telémaco rescata a Antíope de la furia del jabalí, fue finalmente aceptada en la Exposición Estival. Etty empezó a volverse ampliamente respetado en la Real Academia por su pintura, particularmente por su uso del color y su capacidad de producir tonos realistas de piel, y de 1811 en adelante por lo menos una de sus obras era aceptada en la Exposición Estival cada año. Aun así, tuvo poco éxito comercial y generó poco interés en los próximos años.

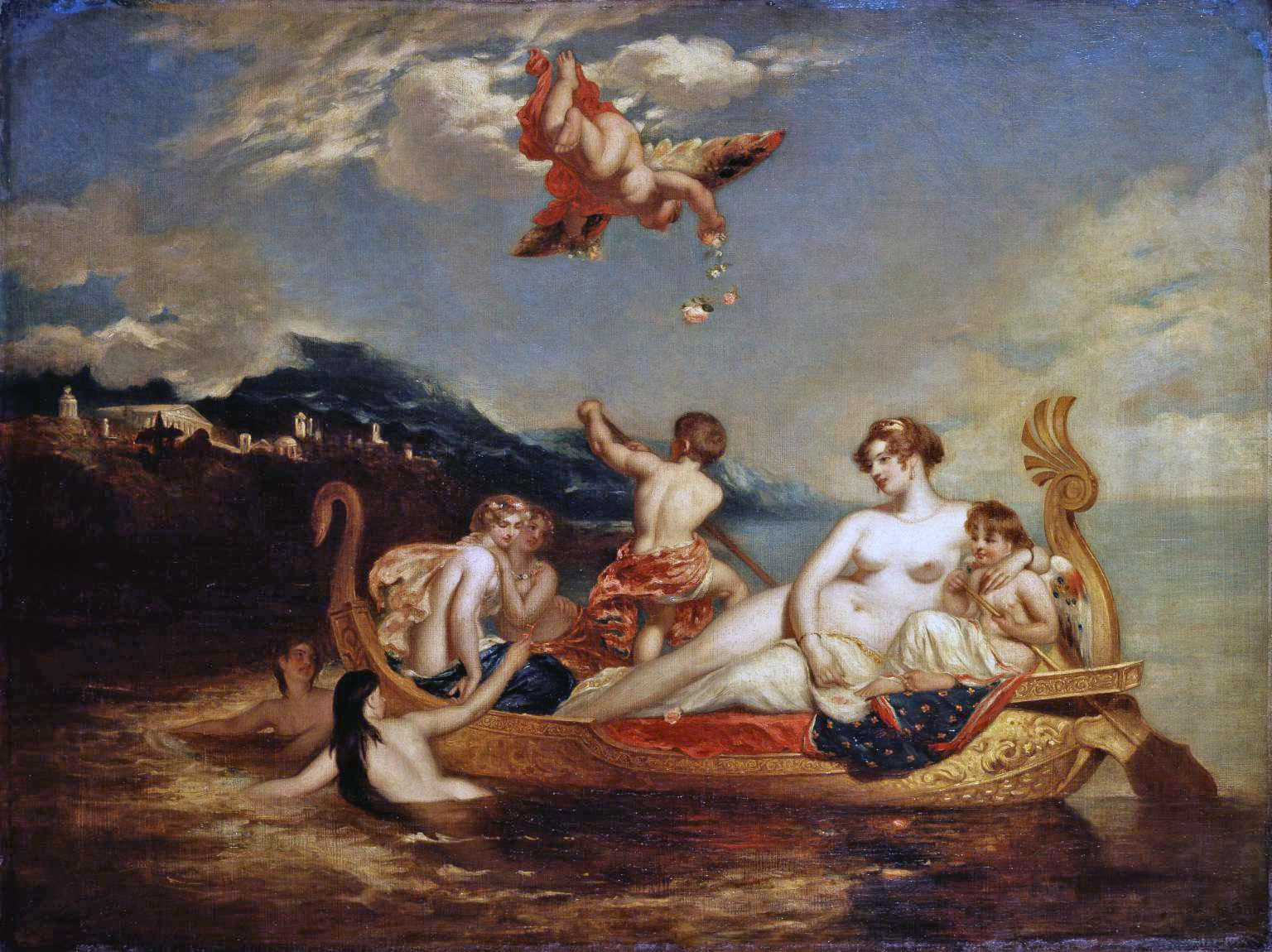
Las buscadoras de perlas: Venus y sus jóvenes asistentes (1820) llevó a Sir Francis Freeling a encargar Cleopatra.

En la Exposición Estival de 1820, Etty expuso Las buscadoras de perlas: Venus y sus jóvenes asistentes arriban a la isla de Pafos. Fuertemente inspirada por Tiziano, Las buscadoras de perlas representa a Venus desnuda recostada en una barca dorada, rodeada por su séquito medio vestido. Esta pintura fue vendida en la exposición al fabricante de pianos Thomas Tomkinson por 30 libras (cerca de 2,400 libras en 2021).
Sir Francis Freeling contempla Las buscadoras de perlas en la exposición y, al descubrir que había sido vendida, encarga a Etty pintar un cuadro similar en una escala más ambiciosa por un pago de 200 guineas (cerca de 16,900 libras en 2021). Etty había estado considerando por un tiempo la posibilidad de crear una pintura sobre Cleopatra y aprovechó la oportunidad que Freeling le ofrecía para pintar un cuadro de Cleopatra parcialmente basado en la composición de Las buscadoras de perlas.

## Composición
El triunfo de Cleopatra está parcialmente basado en la Vida de Marco Antonio de Plutarco reproducida en Antonio y Cleopatra de Shakespeare, en donde Cleopatra, reina de Egipto, viaja a Tarso en Cilicia a bordo de un barco magnífico para consolidar una alianza con el general romano Marco Antonio.

Se acumulaban las cartas que iba recibiendo de parte del propio Antonio y de los amigos de éste reclamando su presencia, pero ella se lo tomaba todo tan a la ligera y despreciaba hasta tal punto a Antonio, que se puso a surcar el Cidno en una embarcación con la popa dorada, en el que se encontraban desplegadas velas de púrpura y hasta los remos tenían broncíneos asidores, mientras lo envolvía todo una armoniosa melodía de un concierto de flauta, caramillo y cítara. Ella misma reposaba a la sombra de un baldaquín bordado en oro, adornada de la misma forma que Afrodita en las pinturas, mientras dispuestos a ambos lados unos niños, vestidos también como esos Amores de los cuadros, le daban aire; asimismo, las doncellas de más destacado porte de su séquito iban vestidas de Nereidas y Gracias, algunas manejando el timón y otras los cabos; y sugerentes aromas, que exhalaban de ricos perfumes, se fueron vertiendo por las orillas. Así, mientras algunos varones custodiaban la barca desde ambos lados del río, otros salían de las ciudades para contemplar esta maravilla y fue tanta la gente agolpada en el Foro, que se precipitó fuera a verlo, que, al final, Antonio se vio solo subido al estrado, a la vez que, por todas partes, se corría la voz de que Afrodita acudía ante Dionisio por el bien de Asia.
Plutarco, Vidas Paralelas, traducido por Juan Pablo Sánchez Hernández

Mientras que superficialmente se asemeja a Las buscadoras de perlas, Cleopatra está más estrechamente relacionada al estilo de Jean-Baptiste Regnault, con su composición intencionalmente apretada y concurrida. Las figuras están intencionalmente desproporcionadas entre sí mismas y el barco a la par que numerosas figuras son colocadas muy juntas en una sección relativamente pequeña de la pintura.

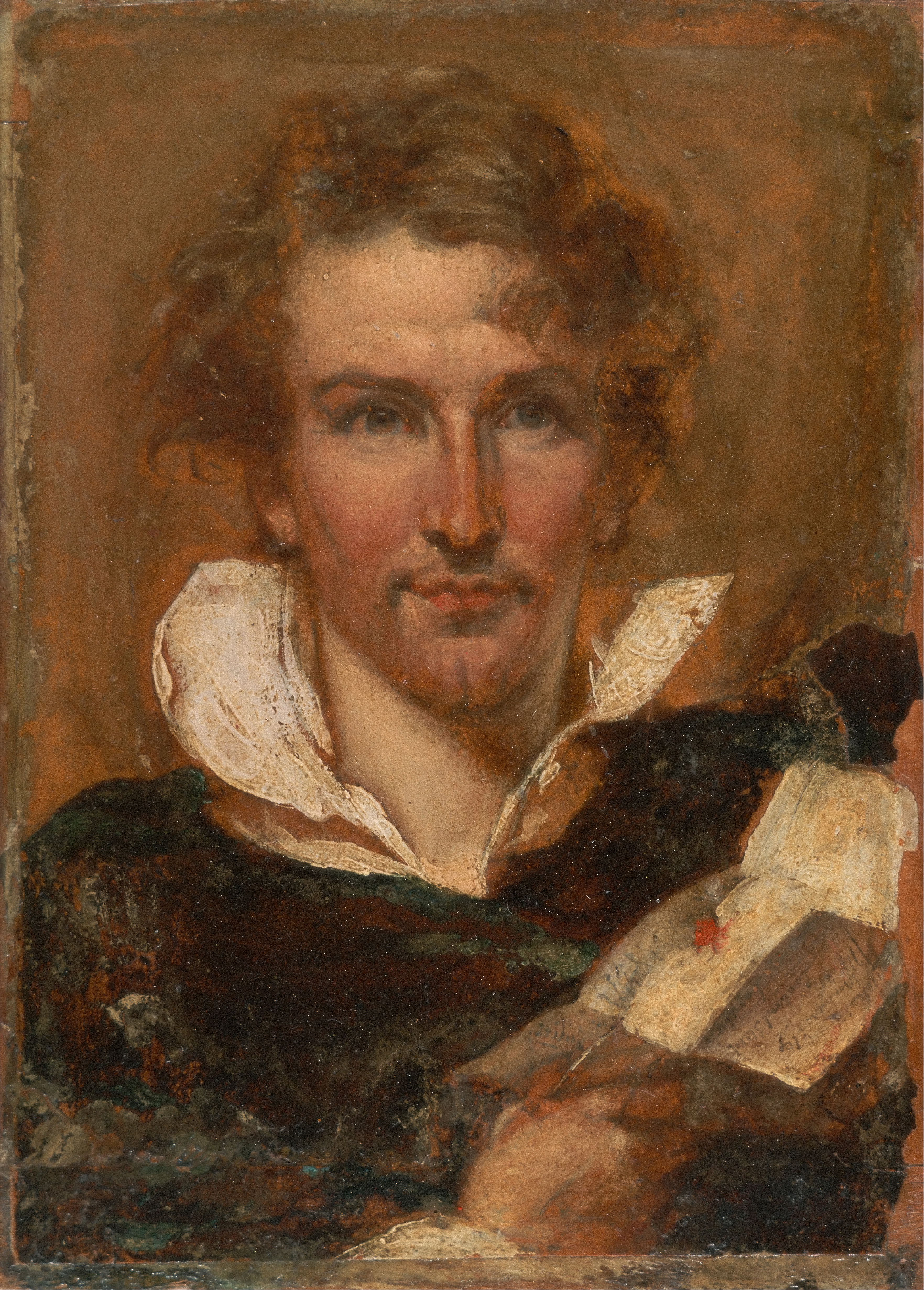
William Etty, autorretrato, 1823.

Al igual que de Regnault, la obra toma elementos prestados de Tiziano, Rubens y de la escultura clásica. Las figuras están retratadas en grupos y aunque cada figura y cada grupo de figuras está cuidadosamente distribuido y pintado, la combinación de los grupos da la apariencia de ser una masa indistinta que rodea el barco cuando vemos la pintura como un todo. (El biógrafo de Etty de 1958, Dennis Farr, comenta que "[Cleopatra] contiene elementos suficientes para tres o cuatro pinturas no menos ambiciosas, pero planeadas con más madurez"). La escena incluye un número de imágenes basadas en dibujos que Etty había bosquejado mientras estaba fuera en Londres, como la madre sosteniendo en lo alto a su bebé para que vea la vista y la multitud desde el techo de un templo en el fondo. También incluye elementos de la pintura europea que Etty había aprendido mientras era estudiante y copiaba las obras de arte de los Antiguos Maestros, como el putto en el cielo. Etty admiró mucho la Escuela veneciana y la pintura incluye préstamos obvios de Tiziano y otros artistas venecianos. También contiene varios elementos de pinturas de Rubens, como las nereidas y Tritón en el mar delante del barco.
El séquito de Cleopatra incluye tanto a figuras de piel oscura como de piel clara mostradas en igualdad de condiciones y con una misma prominencia, lo que es inusual para una pintura inglesa de la época en su representación de una reina de un país africano. Desde los primeros días de su carrera, Etty se había interesado en representar variaciones del color de piel y El chico misionero, considerada su pintura significativa superviviente más antigua, muestra a un niño de piel oscura.

## Recepción
Cleopatra causó sensación de inmediato; Etty más tarde declaró que un día después de que la Exposición Estival abriera, él "amaneció famoso". El número de mayo de 1821 de la revista The Gentleman's Magazine halagó a Cleopatra como "perteneciente a la clase más alta"  y Charles Robert Leslie la describió como "un espléndido triunfo del color". Sin embargo, la pintura no alcanzó una aprobación universal. La Blackwood's Edinburgh Magazine admitió que había sido "vista y admirada en la Real Academia", pero condenó que Etty hubiera tomado una aproximación mitológica para un tema histórico:

El efecto de esta pintura habría sido mucho más intenso si el pintor la hubiera tratado como un mero hecho y no hubiera traído a la escena esos cupidos voladores quienes convirtieron el asunto en una fábula mitológica. Vestir a chicos de la realeza como cupidos hubiera sido propio, pero los seres etéreos son impertinencias que molestan a uno cuando piensa en el sexo. Si esta pasarela amorosa hubiera sido una simple ficción, en lugar de en verdad haber ocurrido, aun así el poder de su delineación habría consistido en su probabilidad.
—Blackwood's Edinburgh Magazine, March 1822.

Etty intentó replicar el éxito de la Cleopatra y su próxima obra significativa expuesta fue Un boceto de una de las Odas de Gray (Juventud en la proa), expuesta en la British Institution en enero de 1822. Como con Las buscadoras de perlas y Cleopatra, esta pintura mostraba una barca dorada llena de figuras desnudas y su exposición provocó que The Times la condenara:

Tomamos esta oportunidad para aconsejarle al Sr. Etty, quien obtuvo algo de reputación por pintar "La galera de Cleopatra", que no se deje seducir por un estilo que solo puede complacer al gusto más atroz. Figuras desnudas pintadas con la pureza de Rafael podrían soportarse, pero desnudez sin pureza es ofensiva e indecente, y en el lienzo del Sr. Etty es simple carne sucia. El Sr. Howard, cuyas temáticas poéticas a veces requieren de figuras desnudas, nunca disgustan al ojo o a la mente. Permitan al Sr. Etty aspirar a adquirir un gusto igual de puro: él debería saber que un gusto delicado y el sentido común son sinónimos.
—The Times, 29 de enero de 1822.

A pesar del tono, a Etty le complació ser notado por un periódico tan influyente como The Times y mucho después confesó cuan encantado estuvo cuando "The Times me notó. Sentía que las ruedas de mi carruaje iban por el camino correcto a la fama y el honor, ahora continúo cual Jehú!" Posiblemente a raíz de la crítica en The Times, Freeling pidió a Etty repintar las figuras al frente de la escena en Cleopatra. En 1829, después de que Etty se convirtiera en un artista respetado, Freeling permitió que las figuras se restauraran a su condición original.

## Legado
La crítica poco hizo para disuadir a Etty de intentar reproducir el éxito de Cleopatra y se concentró en pintar más pinturas históricas que contuvieran figuras desnudas.  Expuso 15 pinturas en la Exposición Estival en los años 1820 (incluyendo Cleopatra) y todas, a excepción de una, contenían al menos una figura desnuda.  Al hacer esto, Etty se convirtió en el primer artista inglés en tratar los estudios del desnudo como una forma seria de arte en su propio derecho, capaz de ser estéticamente atractivo y de transmitir mensajes morales.

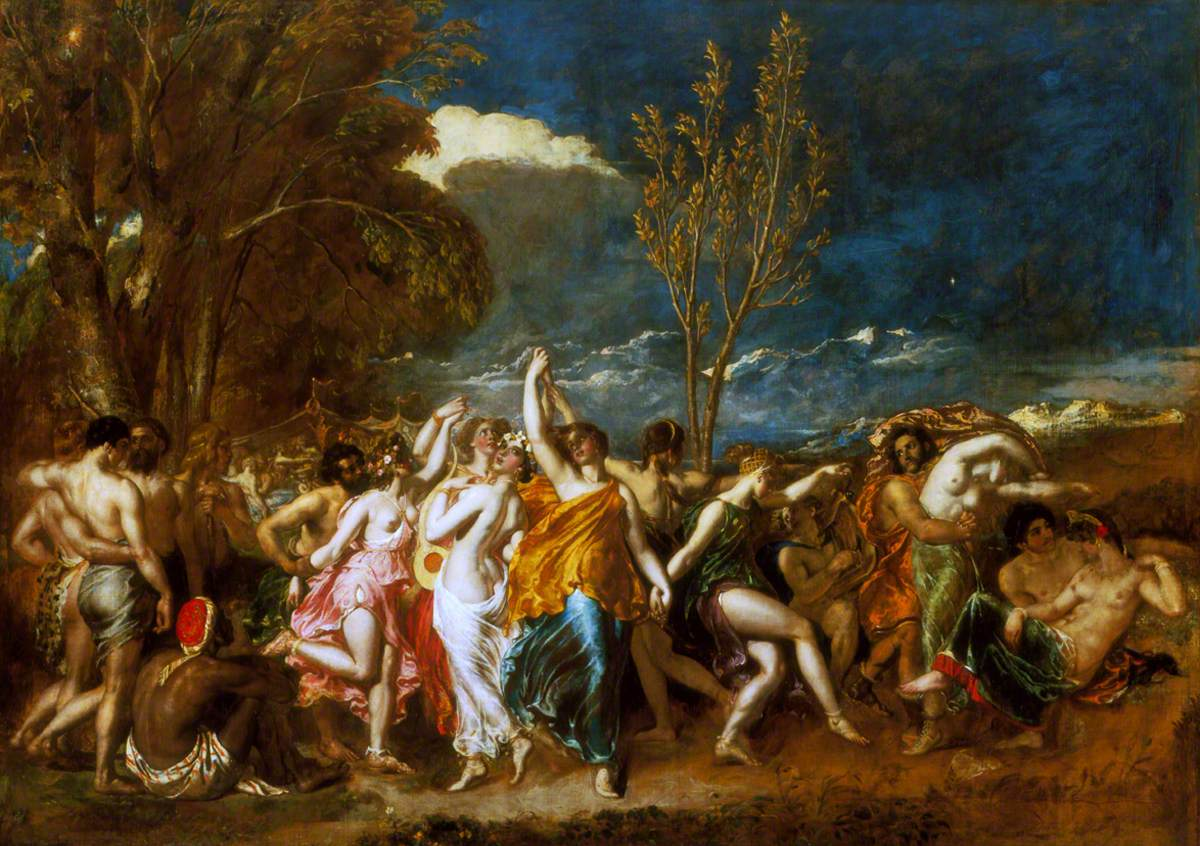
El mundo antes del Diluvio (1828) reutiliza algunos elementos de El Triunfo de Cleopatra.

Entre 1823 y 1824 Etty hizo un extenso viaje para estudiar en Francia e Italia, y regresó como un artista sumamente diestro. Su pintura monumental de 304 cm por 399 cm de 1825 El combate: Mujer suplicando por los vencidos fue extremadamente bien recibida y se comenzó a hablar de Etty como uno de los mejores pintores de Inglaterra. En febrero de 1828, Etty derrotó por completo a John Constable con dieciocho votos a cinco para poder convertirse en un Académico Real, por entonces el máximo título disponible para un artista. De vez en cuando, Etty reutilizaría elementos de Cleopatra en sus pinturas posteriores, como el soldado negro que se encuentra en el lado del barco en Cleopatra y que también se sienta a mirar a los bailarines en El mundo antes del Diluvio (1828).
Etty continuó produciendo pinturas que van desde bodegones hasta retratos formales y también continuó atrayendo tanto admiración por su técnica como crítica por supuesta obscenidad hasta su muerte en 1849. En los años subsecuentes a su muerte, la obra de Etty se volvió altamente coleccionable y sus obras alcanzaron sumas enormes de reventa. El cambio de tendencias de los años 1870 en adelante significó para las pinturas históricas de Etty un rápido descenso de popularidad y para el fin del siglo XIX, el valor de todas sus obras había caído por debajo de sus precios originales.
A pesar de sus defectos técnicos, Cleopatra se mantuvo como favorita entre muchos de los admiradores de Etty durante su vida; en 1846, Elizabeth Rigby la describió como una "gloriosa confusión de figuras" y "aquella maravillosa 'Cleopatra' de Etty".
Después de la muerte de Freeling en 1836, Cleopatra fue vendida por 210 guineas, alrededor del mismo precio que Freeling había pagado por ella y pasó a formar parte de la colección de Lord Taunton. En posesión de Taunton, esta fue mostrada en algunas exposiciones importantes, incluyendo una gran retrospectiva de Etty en 1849, la exposición Tesoros del Arte de Mánchester en 1857 y la Exposición Universal de Londres en 1862. Después de la muerte de Taunton en 1869, es vendida a sucesivos dueños por diversos precios, alcanzando su punto máximo con 500 guineas (cerca de £53,000 en 2021) en 1880 y bajando de precio en cada reventa subsecuente. En 1911 es comprada por 240 guineas (cerca de £26,000 en 2021) por William Lever, primer vizconde de Leverhulme, quien era un gran admirador de Etty y tenía algunas de sus pinturas colgando en el vestíbulo de su casa. Hasta el día de hoy pertenece a la colección que Leverhulme reunió, albergada desde 1922 en la Lady Lever Art Gallery.